# Lloyd's of London
Lloyd's of London is een markt voor verzekeringen. Enerzijds zijn er de risiconemers (personen of bedrijven die het risico nemen tegen een premie), anderzijds zijn er de klanten die een risico gedekt willen hebben. Lloyd's is van oorsprong een markt voor scheepvaartverzekeringen, maar is nu algemener, al maken scheepvaartverzekeringen een relatief groot deel uit van de omzetten. Lloyd's is de grootste verzekeringsmarkt ter wereld, waarschijnlijk de bekendste en de moeilijkste te verklaren.
Lloyd's is geen bedrijf of verzekeringsmaatschappij, het is een besloten ontmoetingsplaats waar aanbieders en vragers van (maritieme) verzekeringen elkaar ontmoeten om zaken te doen. De toegang tot de markt en andere procedures worden geregeld door een Council.
Naast deze markt heeft Lloyd's andere takken, zoals Lloyd's Agency Network (agenten wereldwijd die zaken doen voor de eigenaren van schepen). 
De classificatiemaatschappij Lloyd's Register en de scheepvaartkrant Lloyd's List hebben dezelfde oorsprong, maar zijn tegenwoordig volledig onafhankelijk van Lloyd's of London.

## Organisatie en werking

### De leiding van de markt
De leiding van de marktplaats is in handen van The Council of Lloyd's. Eerste controlemiddel is toelating: zowel van klantenvertegenwoordigers als van verzekeraars. Lloyd's heeft dus in geen geval vrije toegang. Een belangrijk criterium voor toelating is duurzame financiële betrouwbaarheid. Dit geldt voor beide partijen.
De Council beheert alle regels en werkingen van Lloyd's (dit onderdeel, de eigenlijke markt dus, heet de Franchise), en verder zaken als toelatingen, betalingsverkeer van premies. 
Elke member moet een percentage van zijn verzekerd risico betalen aan een Lloyd's Fonds, als extra zekerheid dat er uitbetaald kan worden. Deze fondsen bedragen momenteel circa £10 miljard en worden beheerd door de Council, die binnen bepaalde grenzen ook kan beslissen over een eventuele uitbetaling (bij ramp X: 'Lloyd's betaalt uit').

### Aanbieders (verzekeraars)
Enerzijds zijn er de verzekeraars (zij die tegen premiebetaling het risico nemen). Deze zijn in te delen in twee soorten. Er zijn van oudsher de zogeheten names ('namen'): particuliere personen die een risico op zich nemen tegen premiebetaling. Particuliere members staan met hun hele kapitaal garant. Dit houdt dus een enorm risico in. Als er een grote claim moet worden uitgekeerd dan kan een name zijn volledige bezit verliezen. Lloyd's zegt: als je vooraf premie ontvangt, moet je ook achteraf met alles garant staan. Dat is je risico. Daarnaast zijn er tegenwoordig ook bedrijven of groepen van bedrijven, Corporate Members genoemd. 
Deze members, zowel bedrijven als personen, worden op Lloyd's marktvloer vertegenwoordigd door syndicaten. De feitelijke verzekeringscontracten worden afgesloten door beroepskrachten die ook beter de risico's kunnen inschatten. Deze mensen zijn de managing agents genoemd. Deze mogen uitsluitend voor de members (verzekeraars) werken, en kunnen dus geen dubbele rol hebben aan de klantzijde.
Er zijn thans (2005) 62 syndicaten, die 705 bedrijven vertegenwoordigen en 1625 names. Van het ingelegde kapitaal (£ 13,7 miljard) komt nog maar 10% van particulieren. 
Het aandeel van de bedrijven is sinds het begin van de jaren 90 enorm toegenomen, doordat rond die tijd bijzonder veel names op een bankroet afstevenden. Sindsdien is het minder aantrekkelijk als particulier in te schrijven.

### Klanten (verzekerden)
Anderzijds zijn er de klanten die bepaalde risico's willen indekken. Klanten zijn vertegenwoordigd via de brokers. Op de marktvloer is dit de persoon die in eerste instantie onderhandelt met de managing agent van een syndicaat. Ook de broker mag slechts aan één kant van de onderhandelingen staan.
De broker zoekt voor zijn klant een managing agent die de polis of een gedeelte van de polis wil verzekeren en spreekt de voorwaarden af. Na onderhandelingen en overleg met hun beider achterban (de klant respectievelijk het syndicaat/members) kunnen ze een contract (polis) overeenkomen.
Vermits het gewoonlijk over zeer grote bedragen gaat die men wil verzekeren kan het zijn dat meerdere syndicaten een gedeelte van een polis (en van het risico) op zich nemen. Hierdoor wordt het risico op totale ondergang voor het syndicaat verkleind. Een broker gaat met een grote polis naar syndicaten die in dit soort polis, bijvoorbeeld schade door olieverontreiniging, gespecialiseerd zijn. Als zo'n syndicaat akkoord gaat met de voorwaarden, zeggen ze: wij doen mee voor twintig procent. Nadien begint dan de tocht langs de andere syndicaten. Zij kennen ook de reputatie van de specialisten en weten dus dat dit een polis is met goede voorwaarden. Zij schrijven dan bijvoorbeeld in voor 1 of 2% (in zeeverzekeringen 7 à 12%) elk: uitsluitend financieel volgend. Zodra de volledige polis gedekt is kan het contract afgesloten worden.

### Marktwerking
Lloyd's is geen vrije, open verzekeringsmarkt. De toegang is gecontroleerd, en er is een Wet voor Lloyd's situatie. Wel zijn er aanwijsbare werkingen van de vrije markt: er is een strenge scheiding tussen de wederzijdse partijen (geen dubbelrollen), en de syndicaten vertonen concurrentie.

## Geschiedenis

### Edward Lloyd's Koffiehuis
Edward Lloyd opende in 1688 een koffiehuis aan de Tower Street in Londen. Dit werd een verzamelplaats voor mensen uit de scheepvaartwereld: reders en financiers, kapiteins. Het koffiehuis werd ook bezocht door zeelieden die betrokken waren bij de slavenhandel. Historicus Eric Williams merkte op: "Lloyd's verzekerde, net als andere verzekeringsmaatschappijen, slaven en slavenschepen en was van vitaal belang bij juridische beslissingen over wat 'natuurlijke dood' en 'gevaren van de zee' waren." Lloyd's verwierf een monopolie over maritieme verzekeringen in verband met de slavenhandel en hield deze aan tot het begin van de 19e eeuw. Doordat men elkaar hier ontmoette werd dit ook de plaats voor betrouwbaar scheepvaartnieuws en handel in verzekeringen. Met dat doel begon men later ook een publicatie uit te geven met de route (havenbezoeken) van schepen: Lloyd's List. Het correct beschrijven van de schepen (maten en kwaliteiten) was ook de start van Lloyd's Register.
In 1691 verhuisde het gezelschap naar Lombard Street, dichter bij de City.
In 1774 verhuisden de 'Underwriters off Lloyd's' naar de Royal Exchange-beurs in Cornhill. 
In 1928 verhuisde men naar het eerste eigen gebouw op 12 Leadenhall Street, en in 1958 naar het huidige adres in Lime Street.

### The Lloyd's building

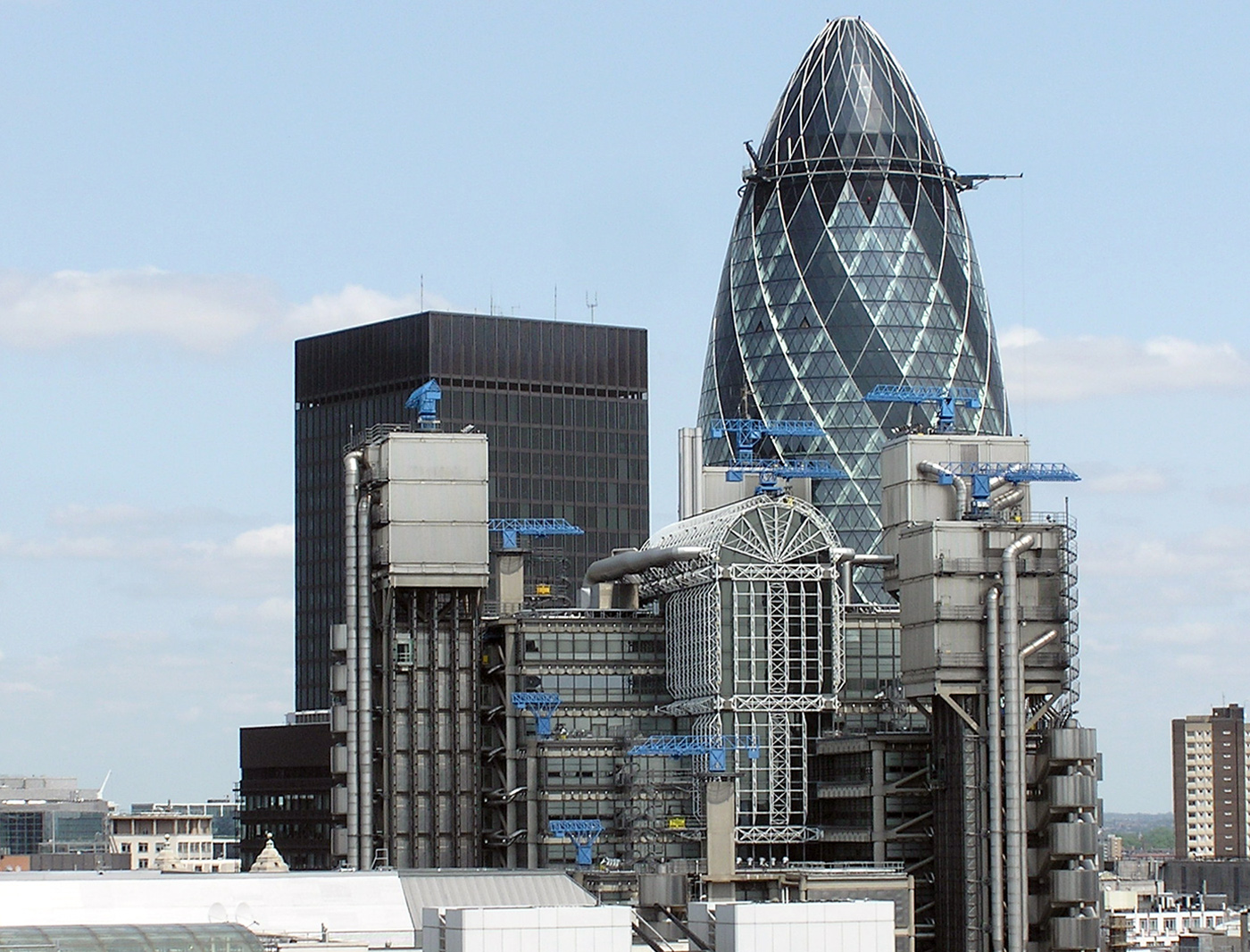
Lloyd's Building, Londen (met de blauwe kranen). Op de achtergrond: De Swiss Re Tower

Sinds 1986 zetelt Lloyd's in The Lloyd's building, op het adres One Lime Street. Het ontwerp, met opvallende roestvrijstalen platen, vele torens en uitwendige skeletdelen (zoals het Centre Pompidou), is van Richard Rogers.

## Verzamelingen

### Voorwerpen en lijsten
Lloyd's heeft een uitgebreide collectie voorwerpen uit de Engelse geschiedenis, circa 1800. Verder zijn er diverse lijsten vanuit de verzekeringsactiviteiten:
- Lloyd's Register of British and Foreign Shipping
- Lloyd's Register of Yachts
- Lloyd's List
- Lloyd's Shipping Index
- Lloyd's Weekly Casualty Reports
- Lloyd's Register Wreck Returns
- Lloyd's War Losses, First and Second World Wars
- Lloyd's Loss and Casualty Books
- Lloyd's Captains' Register

### De scheepsbel van deLutine
In het gebouw hangt nog steeds de scheepsbel van La Lutine. De Lutine, een schip met een lading goud, was vergaan nabij Vlieland, en Lloyd's had de schade vergoed. De bel van het schip is teruggevonden en werd daardoor eigendom van Lloyd's. Tot 1978 werd de bel geluid. Wanneer het lot van een schip dat niet op tijd ("overdue") in de haven aankwam bekend werd, werd de bel geluid: één keer als het was gezonken en twee keer als het alsnog in de haven was aangekomen.
Door de moderne communicatie is de bel nu overbodig maar toch is ze nog prominent aanwezig op de marktvloer als een herinnering aan het gevaar. Tegenwoordig wordt ze nog slechts ceremonieel gebruikt, bij belangrijke gasten wordt de bel twee keer geluid, en bij rampen als bijvoorbeeld de aanslagen van 9/11 en de tsunami een keer.